# Karl Joseph Wilhelm Juchheim

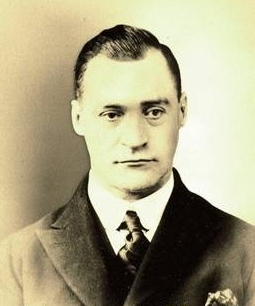
Karl Joseph Wilhelm Juchheim

Karl Joseph Wilhelm Juchheim (* 25. Dezember 1886 in Kaub; † 14. August 1945 in Nada-ku, Kōbe) war ein deutscher Konditor, der den Baumkuchen nach Japan brachte. Die aus seinem Laden hervorgegangene Firma Juchheim produziert heute noch in Japan.

## Leben

### Kiautschou
Der aus Kaub am Rhein in der Provinz Hessen-Nassau des Königreichs Preußen stammende Karl Juchheim kam 1908 als 22-Jähriger in die deutsche Kolonie Kiautschou und arbeitete dort in einem Kaffeehaus. 1909 machte er sich mit seiner eigenen Konditorei selbstständig, wo er unter anderem Baumkuchen verkaufte. Nach seinem fünfjährigen Aufenthalt in China kehrte er für eine kurze Zeit nach Deutschland zurück, um sich eine Ehefrau zu suchen. Durch seinen Onkel lernte er im Frühling 1914 die 22-jährige Elise Ahrendorf (* 1892; † 1971) aus Sankt Andreasberg kennen und verlobte sich kurz darauf mit ihr. Juchheim war zwar erst vor kurzem aus dem Fernen Osten zurückgekehrt, doch zogen er und Elise noch während der Verlobungszeit wieder nach Kiautschou zurück. Sie heirateten dort am 28. Juli 1914. Karl Juchheim führte dort mit seiner Frau eine Konditorei.

### Kriegsgefangener
Als kurz darauf der Erste Weltkrieg ausbrach, begann die britische und japanische Belagerung von Tsingtau. Juchheim hatte offenbar keinen Wehrdienst absolviert und wurde als Gemeiner im Landsturm eingesetzt. Der Landsturm war nicht bewaffnet und Juchheim leistete Etappendienste. 
Nachdem die Belagerung durch die Kapitulation der deutschen Verteidiger am 7. November zu Ende ging, wurden über 4000 von ihnen nach Japan in die Kriegsgefangenschaft abgeführt, die Angehörigen des Landsturms allerdings nicht. Juchheim verblieb daher mit seiner Frau in Tsingtau, das Café musste aber geschlossen werden.
Da die japanische Besatzungsmacht allerdings letztlich das Ziel hatte, die Deutschen aus Tsingtau zu entfernen, kam es in der Folge zu mehreren Verhaftungswellen deutscher Männer. Bei der letzten dieser Aktionen wurde Juchheim am 7. September 1915 verhaftet, in den Moltke-Baracken festgesetzt und dann am 16. September nach Japan abtransportiert. Während er in einem Lager interniert wurde, lebte seine Frau Elise zunächst mit ihrem am 4. November 1915 geborenen Sohn Karl-Franz Juchheim allein im von Japan besetzten Qingdao. Sie schickte ein Foto von ihrem Sohn und sich nach Deutschland zu einer gemeinsamen Freundin, das wahrscheinlich für Karl vorgesehen war und sinnbildlich war für das getrennte, abenteuerliche Leben, das sie zu dieser Zeit führten.
Karl Juchheim wurde wie andere Gefangene ab dem 19. Februar 1917 nach Ninoshima bei Hiroshima verlegt. Dort fand im März 1919 eine Ausstellung deutscher Produkte in der Ausstellungshalle Hiroshima (der heutigen Atombombenkuppel) statt. Dafür hatte er den ersten Baumkuchen in Japan gebacken. Möglicherweise backte er den tatsächlich ersten Baumkuchen Japans schon vorher auf Ninoshima.
Am 11. November 1918 endete mit dem Waffenstillstand von Compiègne der Erste Weltkrieg. Der Großteil der Gefangenen wurde im Dezember 1919 und Januar 1920 in die Freiheit entlassen. Die Mehrheit kehrte nach Deutschland zurück, doch einige wie Karl Juchheim und seine Frau, August Lohmeiyer oder Hermann Bohner ließen sich in Japan und Ostasien nieder. Der Grund der Juchheims in Japan zu bleiben, war, dass in Qingdao gerade eine Cholera-Epidemie grassierte.

### Nachkriegszeit

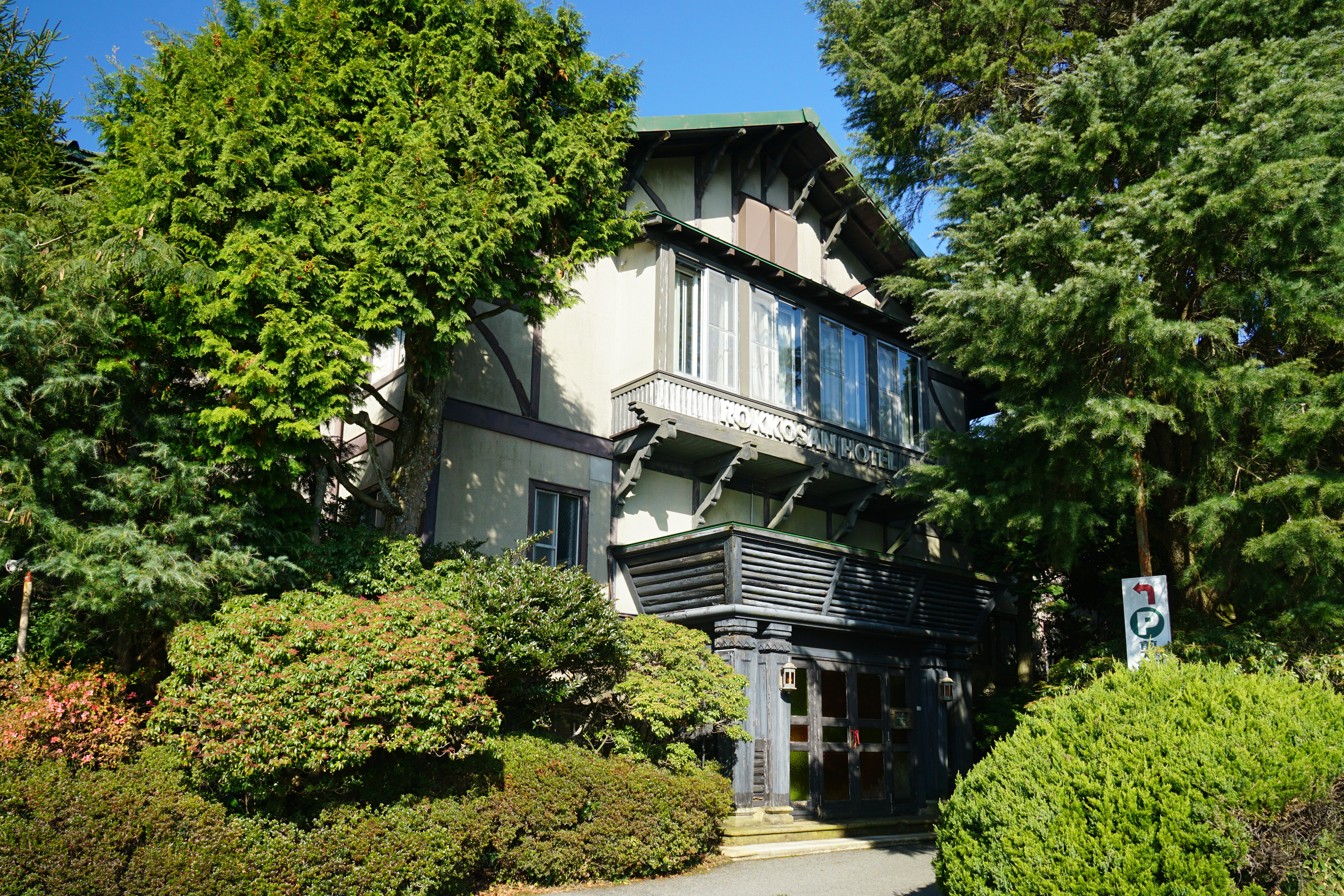
Rokkōsan Hotel in Kōbe, Präfektur Hyōgo

Nach dem Krieg verkaufte Karl Juchheim seinen Baumkuchen zunächst im damals bekannten Café Europe in Tokio, wo er gemeinsam mit seinem Kriegskameraden Hermann Wolschke arbeitete. Später eröffneten Karl und Elise Juchheim 1921/22 einen eigenen Konditorladen in Yokohama mit dem Namen E. Juchheim, benannt nach seiner Frau. Als Konditormeister war Karl Juchheim für die Herstellung des Kuchens und des Gebäcks zuständig, seine Frau Elise führte den Laden. Durch das Große Kantō-Beben am 1. September 1923 wurde das Geschäft komplett zerstört. Das Ehepaar Juchheim zog daraufhin nach Kōbe, lieh sich einen großen Geldbetrag und eröffnete dort einen neuen Laden, die Süßwarenfirma Juchheim’s. Der Laden wurde ein großer Erfolg und wuchs innerhalb kurzer Zeit.

### Tod
1944 musste wegen des Pazifikkrieges der Mietvertrag aufgelöst werden, da eine Produktion nicht mehr möglich war. Die Familie Juchheim zog daraufhin in das Hotel Rokkōsan. Dort starb Karl Juchheim am 14. August 1945, 19 Tage vor der Kapitulation Japans. Aus Kostengründen wurde seine Leiche eingeäschert. Sein Sohn Karl-Franz war 1942 in die Wehrmacht eingezogen und nach dem Ende des Krieges für tot erklärt worden. Nachträglich wurde sein Tod auf den 6. Mai 1945 in Wien datiert. Nach dem Krieg wurde Elise enteignet und durch den Supreme Commander for the Allied Powers nach Deutschland abgeschoben. Die Firma wurde 1950 als Juchheim Co., Ltd reorganisiert. Elise Juchheim konnte 1953 nach Japan zurückkehren. Dort lebte sie noch bis 1971. Beide, Karl und Elise Juchheim, sind heute auf dem Friedhof in Ashiya beerdigt.

## Firma

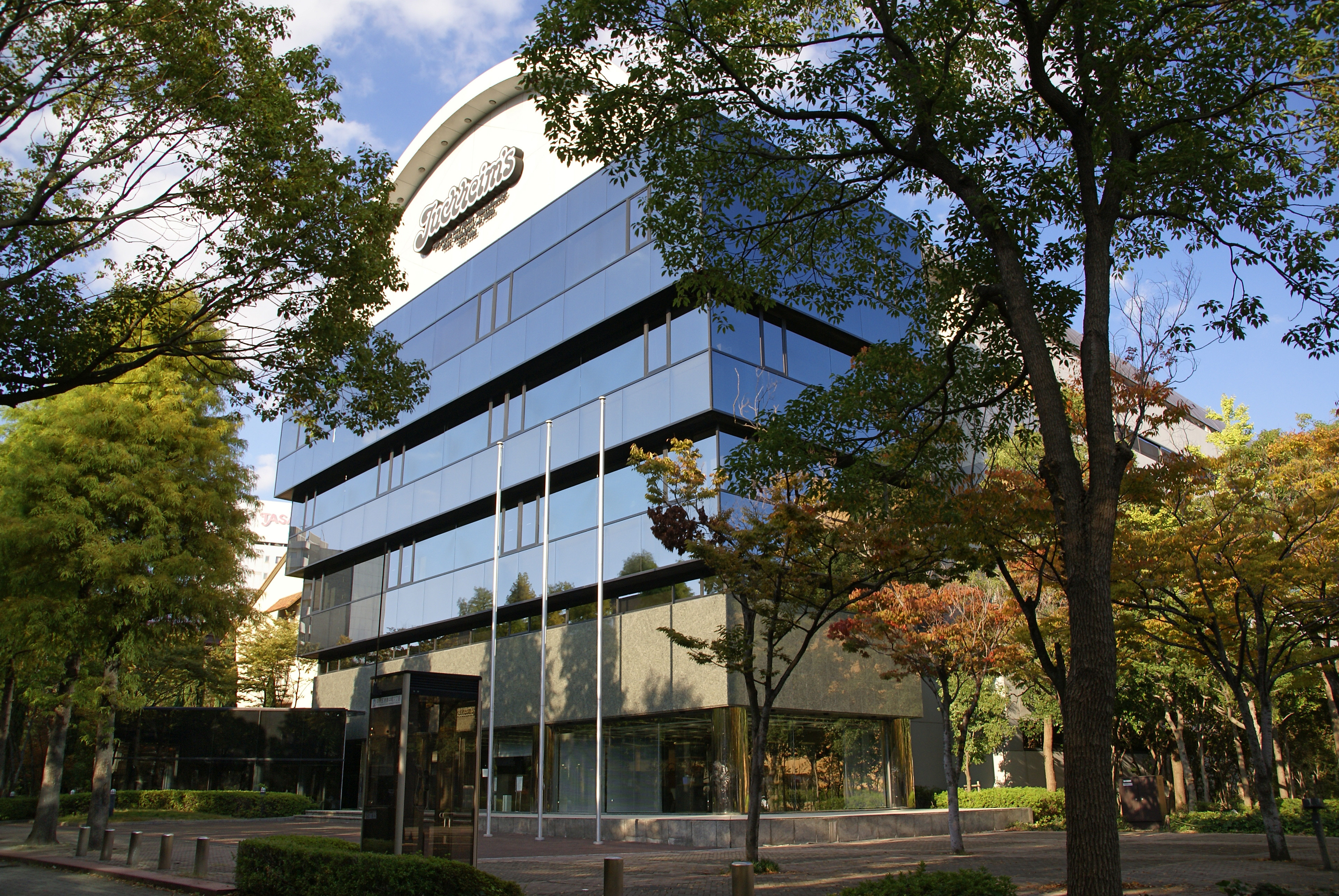
Sitz der Juchheim Co., Ltd in Kobe

Baumkuchenverkauf des Unternehmens Juchheim am Flughafen von Tokio

Die aus Juchheims Laden entstandene Juchheim Group hat ihren Sitz bis heute in Kōbe. Ihr charakteristisches Design besteht in dieser Tradition seit etwa 40 Jahren. Die Firma rühmt sich, dass Konditormeister die Produkte bis heute nach original deutscher Rezeptur herstellen. Juchheim unterhält in Japan zahlreiche Filialen und Tochtergesellschaften, ist dort insbesondere für Baumkuchen, Frankfurter Kranz, Teegebäck und Apfelkuchen bekannt. Die Firmengruppe hat etwa 564 Angestellte und einen Jahresumsatz von 27,4 Milliarden Yen.

### Marken
- JUCHHEIM (ユーハイム)
- Meister JUCHHEIM (マイスターユーハイム)
- JUCHHEIM DIE MEISTER (ユーハイム･ディー･マイスター)
- KARL JUCHHEIM (カールユーハイム)
- BOBBY JUCHHEIM (ボビーユーハイム)
- ROSENHEIM (ローゼンハイム)
- Peltier (ペルティエ)